# ホセ・ルイス・アバホ
ホセ・ルイス・アバホ・ゴメス（José Luis Abajo Gómez、1978年6月22日 - ）は、スペインの男子フェンシング選手。愛称はピッリ（Pirri）。

## 経歴
2000年にポルトガルのフンシャルで開催されたヨーロッパ選手権では、スペイン代表がエペ団体で銀メダルを獲得した。2006年にイタリアのトリノで開催されたフェンシング世界選手権では、スペイン代表としてエペ団体に出場した。決勝でフランス代表に敗れたものの、スペイン代表は銀メダルを獲得した。
2008年に中国で開催された北京オリンピックではエペ個人に出場し、準決勝でハンガリーのガボール・ボッツコォに敗れたものの銅メダルを獲得した。スペイン人フェンシング選手としてはオリンピックにおける史上初のメダル獲得者となった。また、スペインが夏季オリンピックと冬季オリンピックで獲得した100個目のメダルであった。
2009年にトルコのアンタルヤで開催された世界選手権ではエペ個人に出場し、準決勝でロシアのアントン・アヴデーエフに敗れたものの銅メダルを獲得した。2013年には国際フェンシング連盟によってフェンシングの殿堂入りを果たした。2014年にスイスのストラスブールで開催されたヨーロッパ選手権では、スペイン代表がエペ団体で銀メダルを獲得した。